# Академическая гребля на летних Олимпийских играх 1980 — четвёрки парные без рулевого (мужчины)
Соревнования четверок парных без рулевого в академической гребле среди мужчин на летних Олимпийских играх 1980 года прошли с 20 по 27 июля. Приняли участие 48 спортсменов (12 экипажей) из 12 стран.

## Призёры
| Золото                                                         | Серебро                                                                    | Бронза                                                                |
| ГДР · Франк Дундр · Карстен Бунк · Уве Хеппнер · Мартин Винтер | СССР · Юрий Шапочка · Евгений Барбаков · Валерий Клешнёв · Николай Довгань | Болгария · Минчо Николов · Любомир Петров · Иво Русев · Богдан Добрев |

## Соревнование

### Отборочные гонки
Соревнования проходили 20 июля в 12.50 московского времени. Занявшие 1 место в заездах квалифицированы в финал А, остальные - в утешительный заезд. 
| Место | Спортсмены | Результат |
| ----- | --- | --------- |
| 1     | Югославия · Милан Арежина · Дарко Зильбар · Драган Обрадович · Никола Стефанович                               | 6:13,96   |
| 2     | Испания · Хуан Солано · Хесус Гонсалес · Мануэль Вера · Хулио Оливер                                           | 6:18,61   |
| 3     | Дания · Ян Рейнер Модест · Пер Расмуссен · Мортен Герт Эсперсен · Оле Петер Блох Йенсен                        | 6:19,28   |
| 4     | Австрия · Зигфрид Загедер · Бруно Флекер · Райнер Хольцхайдер · Михаэль Загедер                                | 6:22,63   |
| 5     | Бразилия · Хосе Клаудиу Лаццаротто · Роналду Эстевеш Карвалью · Рикарду Эстевеш Карвалью · Вальдемар Тромбетта | 6:25,84   |
| 6     | Польша · Анджей Сковронски · Збигнев Андрушкевич · Рышард Бурак · Станислав Вержбицки                          | 6:27,24   |

| Место | Спортсмены                                                                    | Результат |
| ----- | ----------------------------------------------------------------------------- | --------- |
| 1     | ГДР · Франк Дундр · Карстен Бунк · Уве Хеппнер · Мартин Винтер                | 6:01,68   |
| 2     | Болгария · Минчо Николов · Любомир Петров · Иво Русев · Богдан Добрев         | 6:01,68   |
| 3     | Франция · Кристиан Маркиз · Жан Раймон Пелтье · Шарль Имбер · Ролан Вейль     | 6:11,33   |
| 4     | СССР · Юрий Шапочка · Евгений Барбаков · Валерий Клешнёв · Николай Довгань    | 6:14,67   |
| 5     | Нидерланды · Виктор Схефферс · Йерун Вервоорт · Роб Робберс · Роланд Вервоорт | 6:28,25   |
| 6     | Куба · Роберто Кинтеро · Сезар Эррера · Нельсон Симон · Орасио Кабрера        | 6:39,28   |

### Утешительные заезды
Утешительные заезды проходили 24 июля в 11.50 московского времени. Занявшие 1-2 места квалифицированы в финал А, остальные - в финал В. 
| Место | Спортсмены                                                                            | Результат |
| ----- | ------------------------------------------------------------------------------------- | --------- |
| 1     | Франция · Кристиан Маркиз · Жан Раймон Пелтье · Шарль Имбер · Ролан Вейль             | 5:59,54   |
| 2     | Испания · Хуан Солано · Хесус Гонсалес · Мануэль Вера · Хулио Оливер                  | 6:00,77   |
| 3     | Нидерланды · Виктор Схефферс · Йерун Вервоорт · Роб Робберс · Роланд Вервоорт         | 6:05,19   |
| 4     | Австрия · Зигфрид Загедер · Бруно Флекер · Райнер Хольцхайдер · Михаэль Загедер       | 6:16,22   |
| 5     | Польша · Анджей Сковронски · Збигнев Андрушкевич · Рышард Бурак · Станислав Вержбицки | 6:16,69   |

| Место | Спортсмены | Результат |
| ----- | --- | --------- |
| 1     | СССР · Юрий Шапочка · Евгений Барбаков · Валерий Клешнёв · Николай Довгань                                     | 5:57,82   |
| 2     | Болгария · Минчо Николов · Любомир Петров · Иво Русев · Богдан Добрев                                          | 6:00,78   |
| 3     | Дания · Ян Рейнер Модест · Пер Расмуссен · Мортен Герт Эсперсен · Оле Петер Блох Йенсен                        | 6:02,60   |
| 4     | Бразилия · Хосе Клаудиу Лаццаротто · Роналду Эстевеш Карвалью · Рикарду Эстевеш Карвалью · Вальдемар Тромбетта | 6:11,96   |
| 5     | Куба · Роберто Кинтеро · Сезар Эррера · Нельсон Симон · Орасио Кабрера                                         | 6:25,64   |

### Финалы
Финалы проходили 27 июля в 13.00 московского времени. Участники финала А заняли в итоговой классификации места с 1 по 6, участники финала В - с 7 по 12. 
| Место | Спортсмены                                                                       | Результат |
| ----- | -------------------------------------------------------------------------------- | --------- |
| 1     | ГДР · Франк Дундр · Карстен Бунк · Уве Хеппнер · Мартин Винтер                   | 5:49,81   |
| 2     | СССР · Юрий Шапочка · Евгений Барбаков · Валерий Клешнёв · Николай Довгань       | 5:51,47   |
| 3     | Болгария · Минчо Николов · Любомир Петров · Иво Русев · Богдан Добрев            | 5:52,38   |
| 4     | Франция · Кристиан Маркиз · Жан Раймон Пелтье · Шарль Имбер · Ролан Вейль        | 5:53,45   |
| 5     | Испания · Хуан Солано · Хесус Гонсалес · Мануэль Вера · Хулио Оливер             | 6:01,19   |
| 6     | Югославия · Милан Арежина · Дарко Зильбар · Драган Обрадович · Никола Стефанович | 6:10,76   |

| Место | Спортсмены | Результат |
| ----- | --- | --------- |
| 7     | Польша · Анджей Сковронски · Збигнев Андрушкевич · Рышард Бурак · Станислав Вержбицки                          | 5:58,63   |
| 8     | Нидерланды · Виктор Схефферс · Йерун Вервоорт · Роб Робберс · Роланд Вервоорт                                  | 6:02,58   |
| 9     | Дания · Ян Рейнер Модест · Пер Расмуссен · Мортен Герт Эсперсен · Оле Петер Блох Йенсен                        | 6:05,38   |
| 10    | Австрия · Зигфрид Загедер · Бруно Флекер · Райнер Хольцхайдер · Михаэль Загедер                                | 6:06,27   |
| 11    | Бразилия · Хосе Клаудиу Лаццаротто · Роналду Эстевеш Карвалью · Рикарду Эстевеш Карвалью · Вальдемар Тромбетта | 6:06,58   |
| 12    | Куба · Роберто Кинтеро · Сезар Эррера · Нельсон Симон · Орасио Кабрера                                         | 6:16,65   |